# Collegio di West Aberdeenshire and Kincardine
West Aberdeenshire and Kincardine è un collegio elettorale scozzese della Camera dei comuni del Parlamento del Regno Unito. Elegge un membro del Parlamento con il sistema maggioritario a turno unico. Il rappresentante del collegio, dal 2017, è il conservatore Andrew Bowie.

## Estensione
Il collegio copre una porzione meridionale dell'area del consiglio di Aberdeen.
Come stabilito dalla Quinta Edizione Periodica della Boundary Commission for Scotland, e successivamente utilizzato alle elezioni del 2005, è uno dei cinque collegi che coprono l'area di Aberdeen. A nord-est di West Aberdeenshire and Kincardine vi sono i collegi di Aberdeen North e Aberdeen South, che si trovano interamente nell'area di Aberdeen City. A nord si trova il collegio di Gordon, che copre parti dell'area dell'Aberdeenshire e una parte della città di Aberdeen stessa, e ulteriormente a nord si trova il collegio di Banff and Buchan che, come West Aberdeenshire and Kincardine, è interamente contenuto nell'Aberdeenshire.
Il collegio di West Aberdeenshire and Kincardine comprende le città di Stonehaven, Portlethen e Banchory, e si estende lungo la valle del fiume Dee da Westhill a Braemar, e a nord fino a Kemnay nella valle del fiume Don.

## Membri del Parlamento
| Elezione | Elezione | Deputato         | Partito             |
| -------- | -------- | ---------------- | ------------------- |
|          | 1997     | Sir Robert Smith | Liberal Democratici |
|          | 2015     | Stuart Donaldson | SNP                 |
|          | 2017     | Andrew Bowie     | Conservatore        |

## Risultati elettorali

### Elezioni negli anni 2020
| Partito                    | Partito                                   | Candidato                  | Risultati 4 luglio 2024 | Risultati 4 luglio 2024 |
| Partito                    | Partito                                   | Candidato                  | Voti                    | %                       |
| -------------------------- | ----------------------------------------- | -------------------------- | ----------------------- | ----------------------- |
|                            | Conservatore                              | Andrew Bowie               | 17 428                  | 35,60                   |
|                            | SNP                                       | Glen Reynolds              | 13 987                  | 28,57                   |
|                            | Laburista                                 | Kate Blake                 | 6 397                   | 13,07                   |
|                            | Lib Dem                                   | Michael Turvey             | 6 342                   | 12,95                   |
|                            | Reform UK                                 | Brandon Innes              | 3 497                   | 7,14                    |
|                            | Verdi                                     | William Linegar            | 1 032                   | 2,11                    |
|                            | Indipendente                              | Iris Leask                 | 219                     | 0,45                    |
|                            | Indipendente                              | David Neil                 | 56                      | 0,11                    |
|                            |                                           |                            |                         |                         |
| Iscritti                   | Iscritti                                  | Iscritti                   | 72 994                  | 100,00                  |
| ↳ Votanti (% su iscritti)  | ↳ Votanti (% su iscritti)                 | ↳ Votanti (% su iscritti)  | 48 958                  | 67,07                   |
| ↳ Astenuti (% su iscritti) | ↳ Astenuti (% su iscritti)                | ↳ Astenuti (% su iscritti) | 24 036                  | 32,93                   |
|                            |                                           |                            |                         |                         |
|                            | Esito: collegio confermato a Conservatore |                            |                         |                         |

### Elezioni negli anni 2010
| Partito                    | Partito                                   | Candidato                  | Risultati 12 dicembre 2019 | Risultati 12 dicembre 2019 |
| Partito                    | Partito                                   | Candidato                  | Voti                       | %                          |
| -------------------------- | ----------------------------------------- | -------------------------- | -------------------------- | -------------------------- |
|                            | Conservatore                              | Andrew Bowie               | 22 752                     | 42,65                      |
|                            | SNP                                       | Fergus Mutch               | 21 909                     | 41,07                      |
|                            | Lib Dem                                   | John Waddell               | 6 253                      | 11,72                      |
|                            | Laburista                                 | Patrick Coffield           | 2 431                      | 4,56                       |
|                            |                                           |                            |                            |                            |
| Iscritti                   | Iscritti                                  | Iscritti                   | 72 640                     | 100,00                     |
| ↳ Votanti (% su iscritti)  | ↳ Votanti (% su iscritti)                 | ↳ Votanti (% su iscritti)  | 53 345                     | 73,44                      |
| ↳ Astenuti (% su iscritti) | ↳ Astenuti (% su iscritti)                | ↳ Astenuti (% su iscritti) | 19 295                     | 26,56                      |
|                            |                                           |                            |                            |                            |
|                            | Esito: collegio confermato a Conservatore |                            |                            |                            |

| Partito                    | Partito                                     | Candidato                  | Risultati 8 giugno 2017 | Risultati 8 giugno 2017 |
| Partito                    | Partito                                     | Candidato                  | Voti                    | %                       |
| -------------------------- | ------------------------------------------- | -------------------------- | ----------------------- | ----------------------- |
|                            | Conservatore                                | Andrew Bowie               | 24 704                  | 47,85                   |
|                            | SNP                                         | Stuart Donaldson           | 16 755                  | 32,45                   |
|                            | Laburista                                   | Barry Black                | 5 706                   | 11,05                   |
|                            | Lib Dem                                     | John Waddell               | 4 461                   | 8,64                    |
|                            |                                             |                            |                         |                         |
| Iscritti                   | Iscritti                                    | Iscritti                   | 72 508                  | 100,00                  |
| ↳ Votanti (% su iscritti)  | ↳ Votanti (% su iscritti)                   | ↳ Votanti (% su iscritti)  | 51 626                  | 71,20                   |
| ↳ Astenuti (% su iscritti) | ↳ Astenuti (% su iscritti)                  | ↳ Astenuti (% su iscritti) | 20 882                  | 28,80                   |
|                            |                                             |                            |                         |                         |
|                            | Esito: collegio passa da SNP a Conservatore |                            |                         |                         |

| Partito                    | Partito                                | Candidato                  | Risultati 7 maggio 2015 | Risultati 7 maggio 2015 |
| Partito                    | Partito                                | Candidato                  | Voti                    | %                       |
| -------------------------- | -------------------------------------- | -------------------------- | ----------------------- | ----------------------- |
|                            | SNP                                    | Stuart Donaldson           | 22 949                  | 41,58                   |
|                            | Conservatore                           | Alexander Burnett          | 15 916                  | 28,84                   |
|                            | Lib Dem                                | Robert Smith               | 11 812                  | 21,40                   |
|                            | Laburista                              | Barry Black                | 2 487                   | 4,51                    |
|                            | UKIP                                   | David Lansdell             | 1 006                   | 1,82                    |
|                            | Verdi                                  | Richard Openshaw           | 885                     | 1,60                    |
|                            | Indipendente                           | Graham Reid                | 141                     | 0,26                    |
|                            |                                        |                            |                         |                         |
| Iscritti                   | Iscritti                               | Iscritti                   | 73 399                  | 100,00                  |
| ↳ Votanti (% su iscritti)  | ↳ Votanti (% su iscritti)              | ↳ Votanti (% su iscritti)  | 55 196                  | 75,20                   |
| ↳ Astenuti (% su iscritti) | ↳ Astenuti (% su iscritti)             | ↳ Astenuti (% su iscritti) | 18 203                  | 24,80                   |
|                            |                                        |                            |                         |                         |
|                            | Esito: collegio passa da Lib Dem a SNP |                            |                         |                         |

| Partito                    | Partito                              | Candidato                  | Risultati 6 maggio 2010 | Risultati 6 maggio 2010 |
| Partito                    | Partito                              | Candidato                  | Voti                    | %                       |
| -------------------------- | ------------------------------------ | -------------------------- | ----------------------- | ----------------------- |
|                            | Lib Dem                              | Robert Smith               | 17 362                  | 38,48                   |
|                            | Conservatore                         | Alex Johnstone             | 13 678                  | 30,32                   |
|                            | SNP                                  | Dennis Robertson           | 7 006                   | 15,53                   |
|                            | Laburista                            | Greg Williams              | 6 159                   | 13,65                   |
|                            | BNP                                  | Gary Raikes                | 513                     | 1,14                    |
|                            | UKIP                                 | Anthony Atkinson           | 397                     | 0,88                    |
|                            |                                      |                            |                         |                         |
| Iscritti                   | Iscritti                             | Iscritti                   | 66 074                  | 100,00                  |
| ↳ Votanti (% su iscritti)  | ↳ Votanti (% su iscritti)            | ↳ Votanti (% su iscritti)  | 45 195                  | 68,40                   |
| ↳ Astenuti (% su iscritti) | ↳ Astenuti (% su iscritti)           | ↳ Astenuti (% su iscritti) | 20 879                  | 31,60                   |
|                            |                                      |                            |                         |                         |
|                            | Esito: collegio confermato a Lib Dem |                            |                         |                         |

### Elezioni degli anni 2000
| Partito                    | Partito                              | Candidato                  | Risultati 5 maggio 2005 | Risultati 5 maggio 2005 |
| Partito                    | Partito                              | Candidato                  | Voti                    | %                       |
| -------------------------- | ------------------------------------ | -------------------------- | ----------------------- | ----------------------- |
|                            | Lib Dem                              | Robert Smith               | 19 285                  | 46,30                   |
|                            | Conservatore                         | Alex Johnstone             | 11 814                  | 28,37                   |
|                            | Laburista                            | James Barrowman            | 5 470                   | 13,13                   |
|                            | SNP                                  | Caroline Little            | 4 700                   | 11,29                   |
|                            | Socialista                           | Lorna Grant                | 379                     | 0,91                    |
|                            |                                      |                            |                         |                         |
| Iscritti                   | Iscritti                             | Iscritti                   | 65 587                  | 100,00                  |
| ↳ Votanti (% su iscritti)  | ↳ Votanti (% su iscritti)            | ↳ Votanti (% su iscritti)  | 41 648                  | 63,50                   |
| ↳ Astenuti (% su iscritti) | ↳ Astenuti (% su iscritti)           | ↳ Astenuti (% su iscritti) | 23 939                  | 36,50                   |
|                            |                                      |                            |                         |                         |
|                            | Esito: collegio confermato a Lib Dem |                            |                         |                         |

## Risultati dei referendum

### Referendum sulla permanenza del Regno Unito nell'Unione europea del 2016
|        | Collegio                          | Lasciare UE % | Rimanere in UE % |
| ------ | --------------------------------- | ------------- | ---------------- |
|        | West Aberdeenshire and Kincardine | 38,6%         | 61,4%            |
| Scozia | 38,0%                             | 62,0%         |                  |
|        | Regno Unito                       | 51,9%         | 48,1%            |